# Bagrationovskij rajon
Il Bagrationovskij rajon (in russo Багратионовский район?) è un rajon dell'Oblast' di Kaliningrad, nella Russia europea; il capoluogo è Bagrationovsk.

## Suddivisione
- comune urbano di Bagrationovsk
- comuni rurali di Dolgorukovo; Gvardejskoe; Nivenskoe; Pograničnyj